# Chelonus rufoscapus
Chelonus rufoscapus är en stekelart som beskrevs av Cameron 1911. Chelonus rufoscapus ingår i släktet Chelonus och familjen bracksteklar. Inga underarter finns listade i Catalogue of Life.